# Volksklage
Als Volksklage wird ein von stimmberechtigten Bürgern gestellter Antrag zur Normenkontrolle in Hessen bezeichnet. Dabei wird ein Gesetz oder eine Rechtsverordnung dem Staatsgerichtshof zur Prüfung auf Verfassungsmäßigkeit vorgelegt. Damit eine Volksklage zustande kommen kann, muss diese von einem Prozent der stimmberechtigten Bürger mit Unterschrift unterstützt werden. Die Volksklage ist in Art. 131 Abs. 2 der hessischen Landesverfassung (HV) verankert.
Hessen ist das einzige Bundesland in Deutschland, das diese Form der Normenkontrolle kennt. Da die Volksklage die Gesetzgebung berührt und ein Unterschriftenquorum voraussetzt, wird sie im weiteren Sinne zu den direktdemokratischen Instrumenten gerechnet.
Die hessische Volksklage ist nicht mit der Popularklage in Bayern zu verwechseln.

## Anwendungsbeispiel
Am 22. Juni 2007 wurde in Hessen im Rahmen der Initiative „Für Solidarität und freie Bildung“ von 78.721 stimmberechtigten Bürgern eine Überprüfung des Gesetzes zur Einführung von Studiengebühren eingereicht, womit das notwendige Unterschriftenquorum von einem Hundertstel der Stimmberechtigten (= 43.308 Bürger) deutlich überschritten wurde. Die Kläger waren: Mike Josef, Stefan Körzell, Prof. Dr. Franz Segbers, Janwillem van de Loo, Bianca Hildenbrand, Hans Kroha, Carmen Lu und Angelika Wahl. Der Staatsgerichtshof wurde mit der Volksklage aufgefordert zu prüfen, ob das beanstandete Gesetz gegen Art. 59 (HV) verstößt, der einen unentgeltlichen Unterricht an allen hessischen Schulen vorsieht. In seinem Urteil vom 11. Juni 2008 kam der Staatsgerichtshof mit sechs zu fünf Richterstimmen zu dem Ergebnis, dass dies nicht der Fall sei und das Gesetz somit verfassungskonform ist.